# Convexana rugosa
Convexana rugosa är en insektsart som beskrevs av Li och Wang 1996. Convexana rugosa ingår i släktet Convexana och familjen dvärgstritar. Inga underarter finns listade i Catalogue of Life.